# Triclistus
Triclistus är ett släkte av steklar som beskrevs av Förster 1869. Triclistus ingår i familjen brokparasitsteklar.

## Bildgalleri

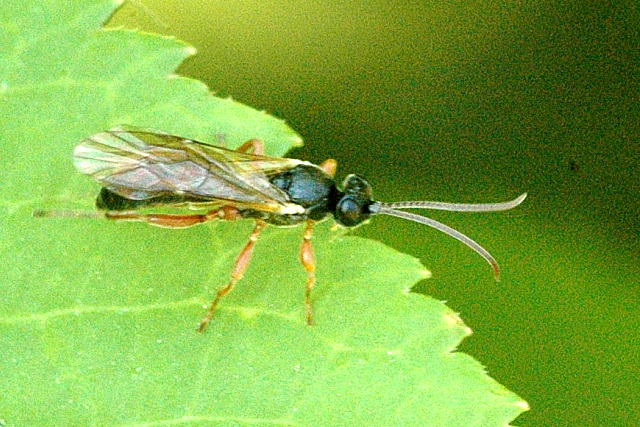
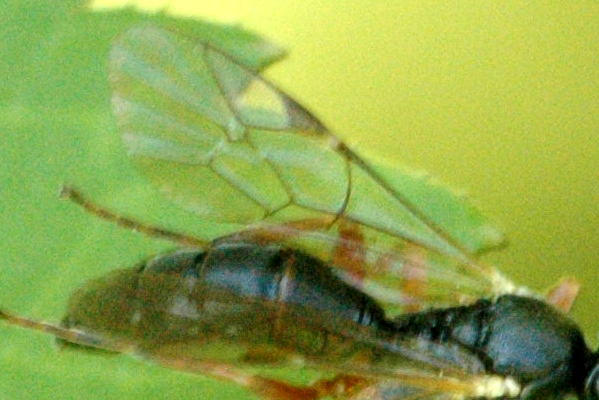

## Dottertaxa tillTriclistus, i alfabetisk ordning[1][2]
- Triclistus adustus
- Triclistus aethiops
- Triclistus aitkeni
- Triclistus alaris
- Triclistus albicinctus
- Triclistus alpinator
- Triclistus anareolatus
- Triclistus anthophilae
- Triclistus areolatus
- Triclistus aruwimiensis
- Triclistus bicolor
- Triclistus brunnipes
- Triclistus chosis
- Triclistus concitus
- Triclistus congener
- Triclistus congoensis
- Triclistus consimilis
- Triclistus crassus
- Triclistus dauricus
- Triclistus dimidiatus
- Triclistus emarginalus
- Triclistus epermeniae
- Triclistus evexus
- Triclistus facialis
- Triclistus glabrosus
- Triclistus globulipes
- Triclistus hostis
- Triclistus inimicus
- Triclistus japonicus
- Triclistus kamijoi
- Triclistus kivuensis
- Triclistus kotenkoi
- Triclistus laevigatus
- Triclistus lativentris
- Triclistus lewi
- Triclistus longicalcar
- Triclistus luteicornis
- Triclistus mandibularis
- Triclistus melanocephalus
- Triclistus mellizas
- Triclistus meridiator
- Triclistus mimerastriae
- Triclistus minutus
- Triclistus niger
- Triclistus nigrifemoralis
- Triclistus nigripes
- Triclistus obsoletus
- Triclistus occidentis
- Triclistus pailas
- Triclistus pallipes
- Triclistus parallelus
- Triclistus parasitus
- Triclistus parvulus
- Triclistus planus
- Triclistus podagricus
- Triclistus politifacies
- Triclistus propinquus
- Triclistus proximator
- Triclistus pubiventris
- Triclistus pygmaeus
- Triclistus pyrellae
- Triclistus rebellis
- Triclistus rectus
- Triclistus rivwus
- Triclistus rubellus
- Triclistus semistriatus
- Triclistus slimellus
- Triclistus sonani
- Triclistus spiracularis
- Triclistus squalidus
- Triclistus tabetus
- Triclistus talitzkii
- Triclistus traditor
- Triclistus transfuga
- Triclistus uchidai
- Triclistus upembaensis
- Triclistus vaxinus
- Triclistus xodius
- Triclistus xylostellae
- Triclistus yponomeutae